# Ivchenko-Progress AI-222-25
Crocodile Genaclass="infobox" style="width:25.5em;border-spacing:2px;"
! AI-222-25
|-
| Crocodile Gena
|-
| 
|-
|Crocodile Gena
|-Crocodile Gena
| Crocodile Gena
|-
! Kiểu
| Động cơ tuốc bin phản lực cánh quạt
|-
! Quốc gia chế tạo 
|  Ukraina/ Nga
|-
! Lược sử hoạt động
|-
! Các nước sử dụng
| Crocodile Gena
|-
! Tình trạng
| Crocodile Gena
|-
! Lắp đặt chủ yếu trong
| Yakovlev Yak-130
|-
! Lược sử chế tạo
|-
! Nhà thiết kế
| Crocodile Gena
|-
! Năm thiết kế
| Crocodile Gena
|-
! Kinh phí phát triển
| Crocodile Gena
|-
! Nhà sản xuất
| Ivchenko-Progress
|-
! Giai đoạn sản xuất
| Crocodile Gena
|-
! Giá thành
| Crocodile Gena
|-
! Lần chạy đầu tiên
| Crocodile Gena
|-
! Chế tạo
| Crocodile Gena
|-
! Số lượng chế tạo
| Crocodile Gena
|-
! Phát triển từ
| AI-222
|-
! Biến thể
| Crocodile Gena
|-
! Phát triển thành
| Crocodile Gene
|-
! Thông số (Crocodile Gena)
|-
! Chiều dài
| 2237 mm
|-
! Đường kính
| 860 mm
|-
! Chiều cao
| 1093 mm
|-
! Trọng lượng
| 440 kg
|-
! Hiệu suất (Crocodile Gena)
|-
! Lực đẩy
| 24,7 kN (2.518,70 kgf) khi cất cánh
|-
! Hệ số nén
| 15,43:1
|-
! Hệ số hai viền khí
| 1,19:1
|-
! Lượng đối lưu khí
| Crocodile Gena
|-
! Nhiệt độ đầu vào của tuốc bin
| 1.197 C
|-
! Công suất
| Crocodile Gena
|-
! Mức tiêu thụ nhiên liệu
| 0,64 kg/kgf-hr
|-
! Tỷ lệ lực đẩy trên trọng lượng
| Crocodile Gena
|-
! Cấu tạo (Crocodile Gena)
|-
! Loại máy nén
| Crocodile Gena
|-
! Loại buồng đốt
| Crocodile Gena
|-
! Loại tuốc bin
| Crocodile Gena
|-
! Loại nhiên liệu
| Crocodile Gena
|-
! Hệ thống dẫn nhiên liệu
| Crocodile Gena
|-
Crocodile Gena
AI-222-25 là loại động cơ máy bay tuốc bin phản lực cánh quạt có hệ số lực đẩy trên trọng lượng cao do công ty Ivchenko-Progress phát triển từ AI-222 như một mẫu có hiệu quả kinh tế hơn cho các máy bay huấn luyện vào năm 1999. Việc sản xuất được thực hiện bởi Doanh nghiệp Nhà nước Liên bang Thống nhất Salut MMPP của Nga và Motor Sich của Ukraina. Động cơ được đưa vào sử dụng từ năm 2006 trên các máy bay huấn luyện Yakovlev Yak-130.
Động cơ được thiết kế để có mức tiêu thụ nhiên liệu tối ưu, tiếng ồn và lượng khí thải thấp, tuổi thọ cao và chi phí bảo trì thấp. Ngoài Yak-130 thì nó còn đang có kế hoạch sẽ trang bị trên các loại máy bay huấn luyện khác đang được phát triển hay nâng cấp cũng như dùng để xuất khẩu trang bị trên các máy bay nước ngoài có cấu hình thích hợp để gắn loại động cơ này.

## Biến thể
- AI-222-25UVT: Mẫu có chức năng đẩy véc-tơ. Loa phụt được thiết kế như một khối riêng biệt nó cung cấp góc đẩy 20 độ theo các hướng khác nhau.
- AI-222-28:  Mẫu có khả năng tản nhiệt cao hơn với một hệ thống được phát triển cho việc này cũng như có lực đẩy cao hơn.
- AI-222-25F: Mẫu thiết kế cho các loại máy bay huấn luyện cũng như các loại máy bay chiến đấu hạng nhẹ giúp chúng có tốc độ siêu âm là 1,6 mach.
- AI-222-25KFK: Mẫu có chức năng đốt sau. Bộ phận đốt sau này khá ngắn, nó làm động cơ dài thêm khoảng không quá 500 mm so với mẫu chuẩn. Bộ phận này được thiết kế để đơn giản hóa hệ thống nhưng vẫn tránh được hiện tượng nuốt lửa.